# Reformierte Kirche S. Martino (Bondo)

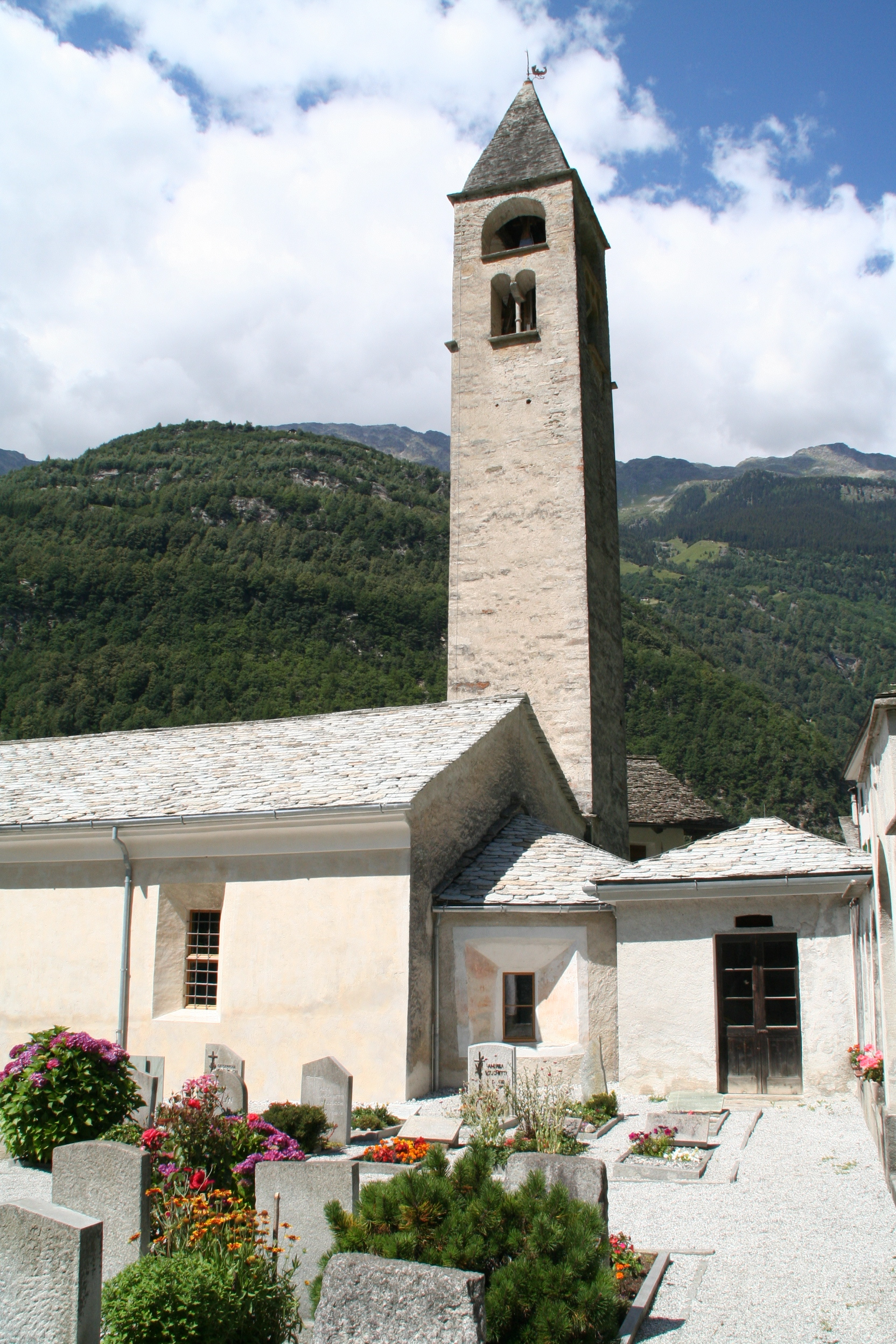
Ansicht von Süden

Die reformierte Kirche San Martino (italienisch für «Sankt Martin», unter dem Patrozinium des heiligen Martin) in Bondo im Bergell ist ein evangelisch-reformiertes Gotteshaus unter dem Denkmalschutz des Kantons Graubünden.

## Bau
Das als Saalkirche mit weitgezogener halbrunder Apsis konzipierte Gebäude wurde als einheitlicher romanischer Bau am 30. Januar 1250 durch Bischof Volkard von Neuburg eingeweiht. Der auffallend hohe Turm mit Zeltdach wurde noch in vorreformatorischer Zeit Ende des 15. Jahrhunderts angefügt. Das oberste Geschoss wurde vermutlich nachträglich aufgesetzt.
1617, während der Bündner Wirren, wurde das Kircheninnere neu gestaltet. Die hölzerne Kassettendecke wurde durch ein auf Pilaster gestütztes Tonnengewölbe ersetzt. Zudem wurden die Fenster abgeändert und die Rosette in die Hauptfassade eingesetzt. 1687 entstand die Sakristei neben dem Turm.

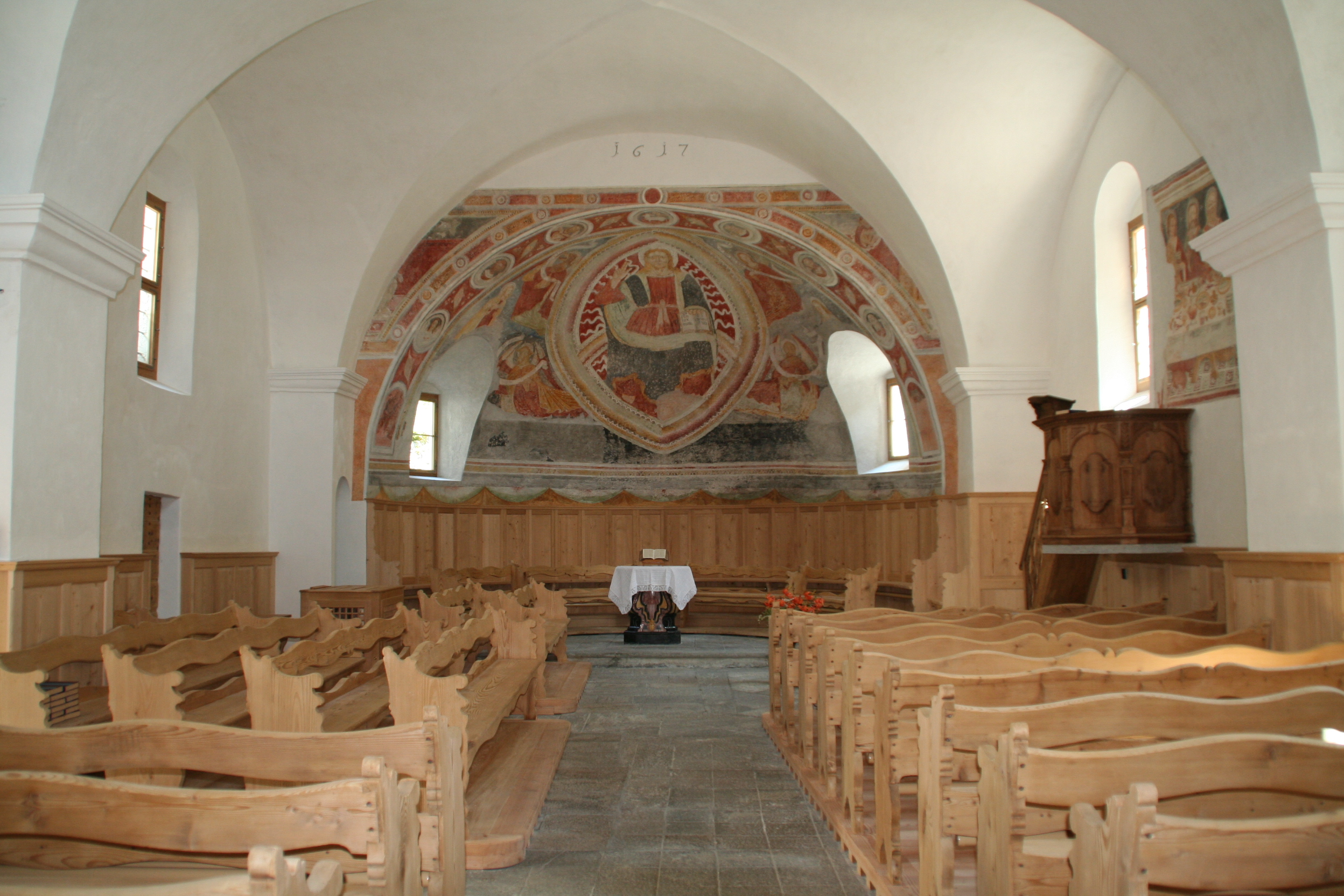
Nach der Renovation,
Juli 2011

Gegenwärtig (Sommer 2010) sind umfangreiche Restaurierungsarbeiten im Gang; vor allem soll das Mauerwerk entfeuchtet werden. Bei den Arbeiten kam unter dem Holzboden ein bisher nicht bekannter Boden aus Steinplatten zum Vorschein. Das Dach wurde bereits neu gedeckt.
Vor dem Chor steht ein aus gelbem und rotem Marmor gefertigter Abendmahlstisch von 1760, der stark dem aus der reformierten Kirche Santa Trinità in Vicosoprano ähnelt. Die Orgel ist jüngeren Datums und wurde 1972 eingebaut. Im Boden unter der Kanzel liegen Grabplatten aus dem 16./17. Jahrhundert.

## Malereien
Bei der Renovation von 1960 wurden in Schiff und Chor Wandmalereien im Stil der Frührenaissance aus der Zeit von 1480/90 von lombardischen Künstlern entdeckt und restauriert. Es finden sich unter anderem Motive zu Christophorus, Martin von Tours und Johannes. Die dargestellten Motive, Ornamente und Malweise zeigen, dass die Bilder vom selben Maler stammen, der auch die Reformierte Kirche Bergün ausgemalt hat.

## Bilder

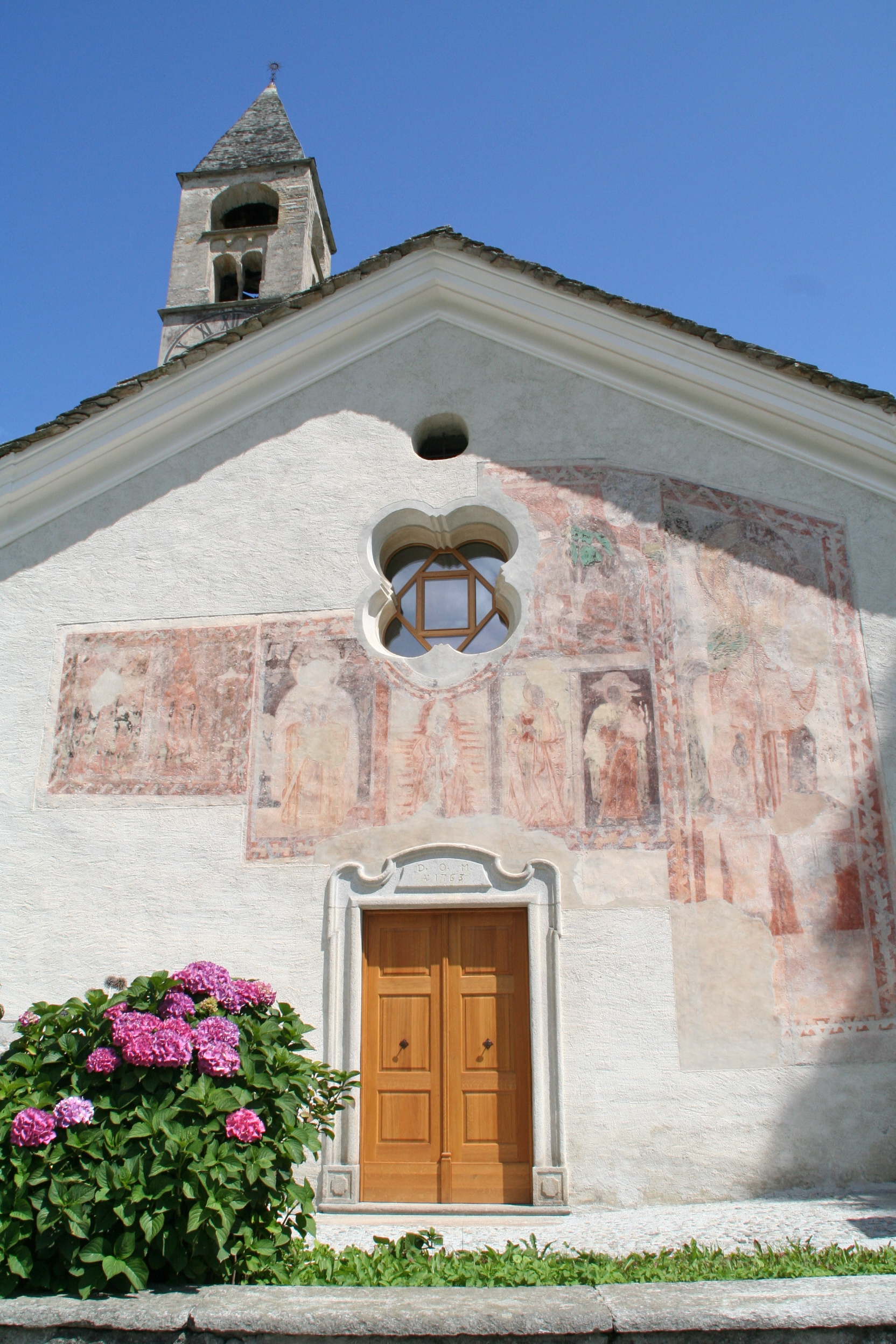
Front
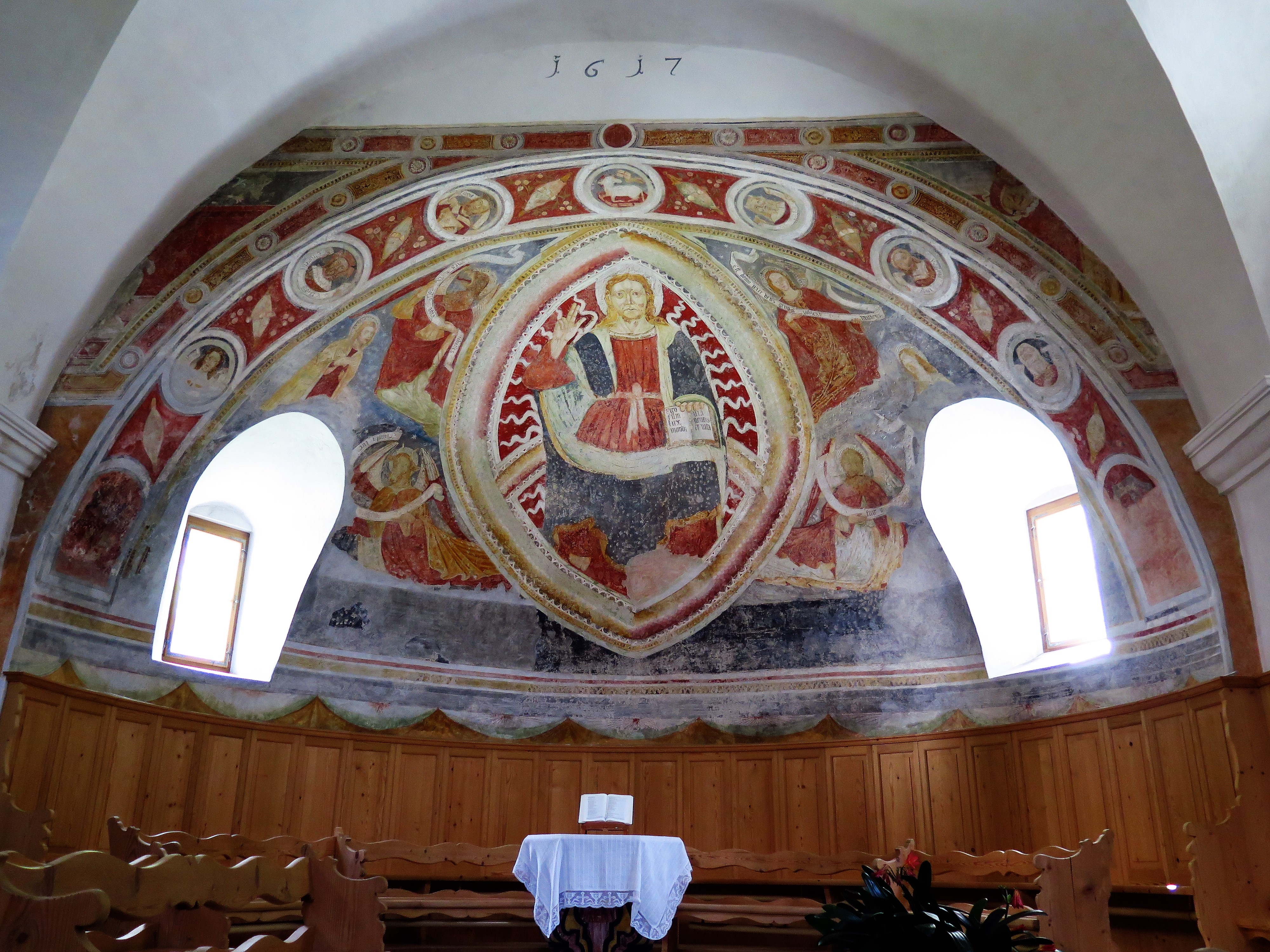
Apsis
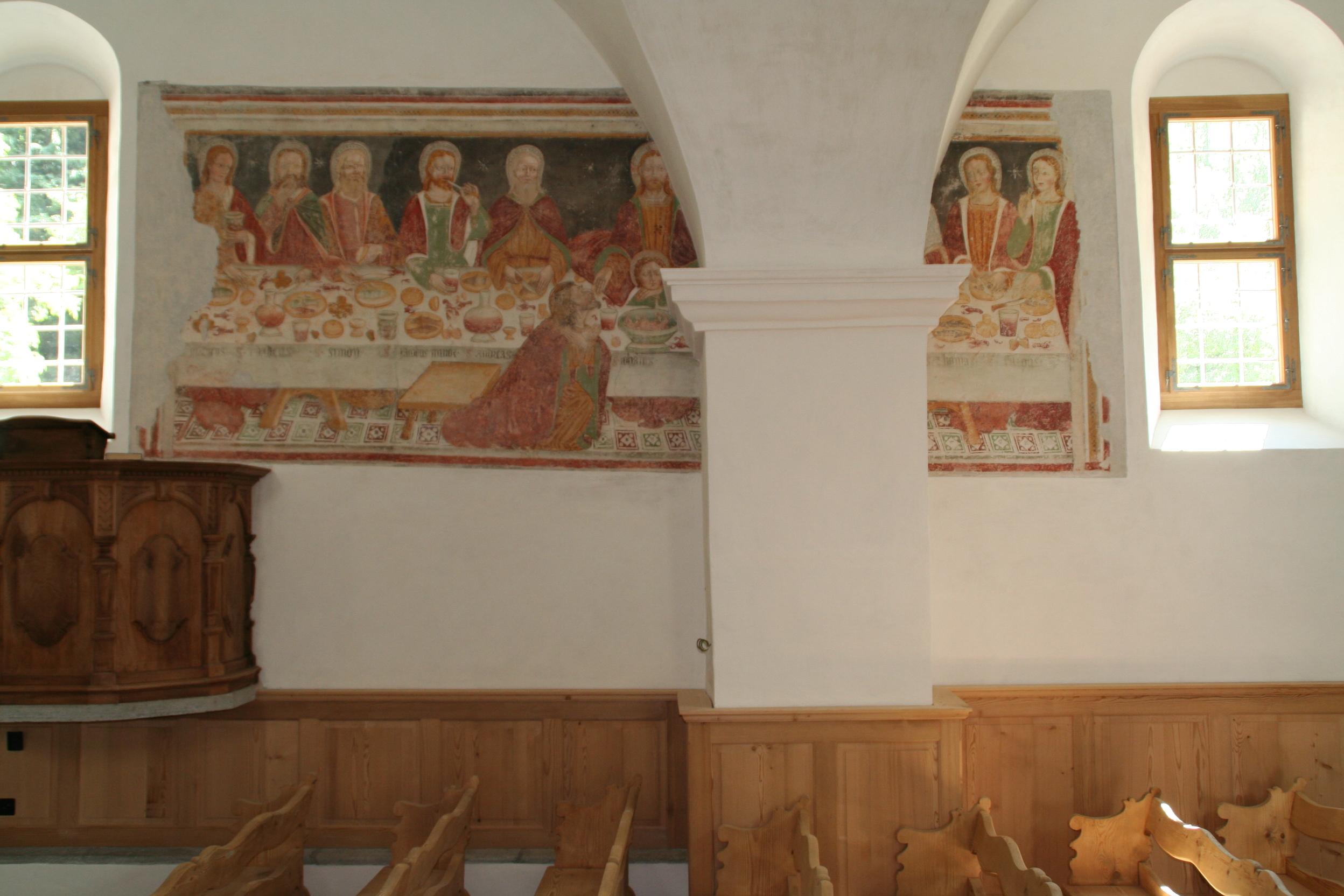
Unterbruch durch Pfeiler

Das an der Südwand dargestellte Abendmahl wird durch einen 1617 eingesetzten Pfeiler unterbrochen. In der Mandorla ist Christus als Pantokrator dargestellt, umgeben von den Evangelistensymbolen, die als menschliche Figuren mit den Köpfen ihrer Symbole gestaltet sind.

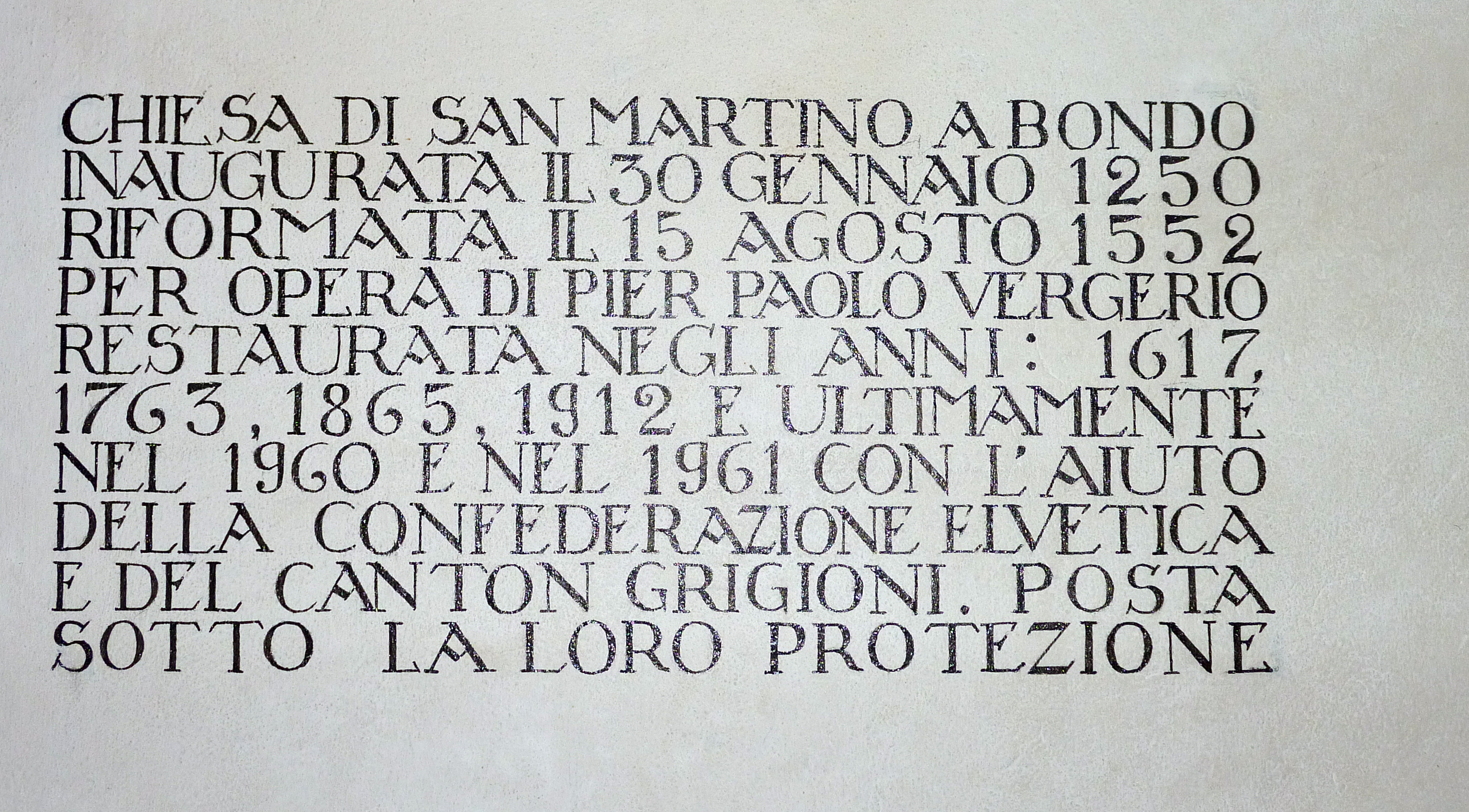
Inschrift

## Kirchliche Organisation
Bondo bildete mit den anderen Bergeller Gemeinden bis Ende 2010 eine Pastorationsgemeinschaft. Seit 2011 ist das ganze Bergell zu einer Kirchgemeinde fusioniert.